# Catxap
El catxap és un dolç tradicional de llegat àrab únic i exclusiu de Paterna (Horta Nord). S'elabora amb una massa de pasta fullada i està farcit d'una crema els ingredients de la qual tan sols coneix un forn de la localitat.

## Història
El Forn del Rosari, també conegut com "la Casa del Catxap", va ser fundat l'any 1829. Els primers dolços realitzats en aquest forn van ser obra de Celestino Monrabal, original de Manises, València, i del seu fill Mariano Monrabal, de qui es coneixen els primers documents històrics que fan referència a l'elaboració artesanal de pastisseria l'any 1829. Va ser a partir de 1830 quan aquests dolços de pasta fullada es van popularitzar en la localitat i es van convertir en un dolç típic. Durant anys la recepta i elaboració d'aquests dolços va anar passant de generació en generació sense que se'ls conegués amb cap nom concret.
En 1923, sent mestre pastisser Benjamín Monrabal, es van celebrar les noces de "l'Oncle Cachapot", veí de Paterna i amic de la família Monrabal, qui va oferir aquests dolços en el seu banquet. Van agradar tant aquests pastissos que aviat se'ls denominaria catxaps en honor de "l'Oncle Cachapot", sent aquest el nom amb el qual es coneixen avui dia.
Va ser ja en 1947 quan Manuel Sánchez, empleat del forn, es va fer càrrec a partir de llavors de l'elaboració dels catxaps.
Aquests pastissos s'han elaborat sempre, fins als nostres dies, en el mateix forn, seguint un rigorós procediment que no ha variat amb el temps, mantenint així l'essència i particularitat del seu sabor. Tant és així que el Forn del Rosari va patentar la recepta, de manera que els catxaps únicament poden trobar-se en aquest forn, a Paterna.